# Monte Cappello (Emilia-Romagna)
Il monte Cappello (589 m) è una piccola montagna dell'Appennino imolese.

## Geografia fisica
Il monte Cappello costituisce un lembo isolato dello spartiacque appenninico che separa la valle del fiume Santerno (a occidente) da quella del fiume Senio (a oriente). L'altura di questo spartiacque più vicina ad esso è il monte Battaglia (715 m), che si trova nell'alta valle del Senio .

## Geografia politica
La vetta è compresa nel comune di Fontanelice, ma il massiccio è tripartito tra Fontanelice, Castel del Rio e un'estrema propaggine del comune di Casalfiumanese.